# Getter Robot
Ne doit pas être confondu avec Getter Robo.
Getter Robot (ゲッターロボ, Gettā Robo) est un manga en 4 volumes de 1974, scénarisé par Go Nagai et Ken Ishikawa, également dessinateur. C'est le premier super robot transformable et commandé par plusieurs pilotes.
Sous le terme de Getter Robot sont regroupés l'histoire de Getter Robot et sa suite directe Getter Robot G. En Italie, cette première série de manga se nomme Getter Saga, avec quelques pages ultérieures à 1974. C'est sous ce terme de Getter Saga que l'on nomme aussi l'évolution de cet univers.

## Adaptations
Il existe une version animée dans les années 1970, produite par la Toei et Dynamic Planning. Mais elle est très éloignée du manga puisque ces deux séries visent les enfants et jeunes adolescents.
- Getter Robo, Série TV, 1974.
- Getter Robo G, Série TV, 1975.

Il faut attendre les années 1990 pour avoir une adaptation plus honnête du manga, sans pour autant que cela soit l'histoire décrite dans le manga.
- Getter Robo Armageddon, OAV, 1998.
- New Getter Robo, OAV, 2004.

Le jeu vidéo tactique Getter Robo Daikessen! sur console PS1 reprend parfaitement les scènes du manga.